# Omniglypta
Omniglypta is een geslacht van weekdieren uit de klasse van de Scaphopoda (tandschelpen).

## Soort
- Omniglypta cerina (Pilsbry, 1905)